# Бито (Приморска Сена)
Бито (фр. Butot) насеље је и општина у северној Француској у региону Горња Нормандија, у департману Приморска Сена која припада префектури Руан.
По подацима из 2011. године у општини је живело 294 становника, а густина насељености је износила 53,36 становника/km². Општина се простире на површини од 5,51 km². Налази се на средњој надморској висини од 172 метара (максималној 182 m, а минималној 155 m).

## Демографија
| 1962. | 1968. | 1975. | 1982. | 1990. | 1999. | 2011. |
| ----- | ----- | ----- | ----- | ----- | ----- | ----- |
| 197   | 203   | 177   | 227   | 240   | 275   | 294   |

График промене броја становника у току последњих година